# Forze armate libiche
Le forze armate libiche (in arabo القوات المسلحة الليبية‎?, al-Quwwāt al-Musallaḥa al-Lībiyya sono le forze armate dello Stato della Libia.

## Storia
Le forze armate libiche sono state fondate nel 1951 e, prima del loro scioglimento, avevano raggiunto un numero di effettivi di circa 100.000 unità e di unità di riserva di circa 200 uomini impiegati all'estero. Esse avevano la propria sede a Tripoli. Con la ricostituzione in atto di un nuovo esercito a Tobruk, 35 000 uomini si sono arruolati nella nuova forza armata, sotto il comando di Khalifa Belqasim Haftar, fortemente impegnato contro la fazione avversaria tripolitana di ʿAbd al-Salām al-ʿObaydī.  L'esercito libico è in fase di ristrutturazione dopo l'intervento militare internazionale in Libia del 2011 e le guerre civili del 2011 e del 2014 che hanno portato al suo scioglimento.

## Struttura
Erano composte da tre servizi principali:
- la marina militare libica - in arabo االقوات البحرية الليبية‎?, al-Quwwāt al-Baḥriyya al-Lībiyya
- l'aeronautica militare libica - in arabo القوات الجوية الليبية‎?, al-Quwwat al-Jawwiyya al-Libiyya
- l'esercito libico - in arabo الجيش الليبي‎?, al-Ǧaysh al-lībī